# Lancia Kappa
La Lancia K - Kappa est une berline de haut de gamme fabriquée par le constructeur italien Lancia entre 1994 et 2001, en remplacement de la Lancia Thema.
La Lancia Kappa fut déclinée en plusieurs versions : berline classique à quatre portes, Coupé et break "Station Wagon". Elle sera remplacée en 2001 par une voiture la Lancia Thesis.

## Histoire
La Lancia K (Kappa), haut de gamme de Lancia, remplace la Lancia Thema à la fin de l'année 1994, après une longue gestation, parce que la direction de la marque avait obligé ses fournisseurs à des efforts particuliers dans la réalisation de leurs productions, pour obtenir un niveau qualitatif supérieur.
La nouvelle voiture se caractérise par une calandre fine arborant la classique grille inox Lancia (en plastique recouvert chrome). Dessinée par le Centre de Style maison et l'appui extérieur du centre d'ingénierie I.de.a, elle était plus imposante et plus effilée que la Thema.
Plus grande, plus spacieuse et plus confortable encore que son aînée la Thema, la Kappa possède une colonne de direction réglable en hauteur et profondeur, une antenne radio noyée dans la lunette arrière, un ordinateur de bord, une climatisation électronique (option sur finition LE), un téléphone cellulaire (option), et une quantité de petits détails qui rendent les grands voyages particulièrement agréables.

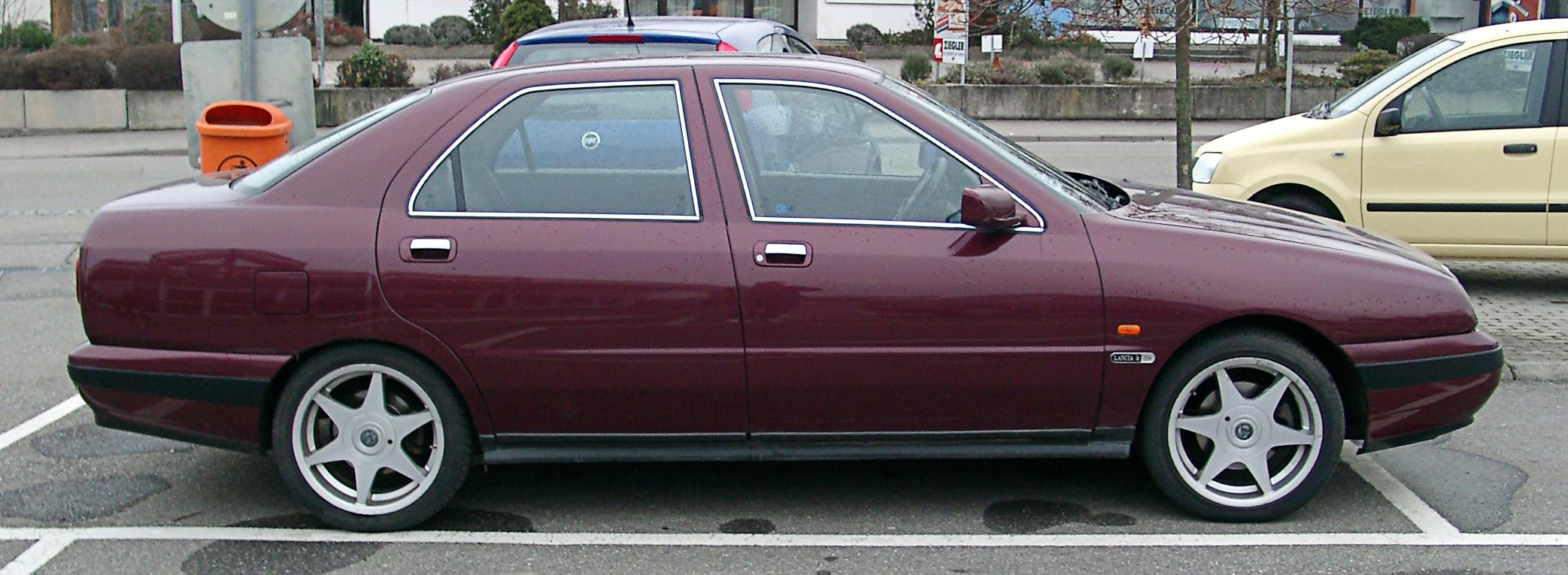
Kappa berline

Avec ses 4,69 m de longueur, la Kappa vient concurrencer des modèles de la classe des BMW série 5 et autres Mercedes. Malgré sa longueur, inférieure d'environ 10 cm à celles de la plupart de ses rivales, elle offre une habitabilité intéressante.
La Lancia Kappa s'équipe d'une nouvelle génération de 4 et 5 cylindres. Le 2.0 Turbo 16v de la Thema est remplacé en 1998 par un 2.0 Turbo 5 cylindres 20v. On note aussi le V6 24v et les nouveaux 2.0 20v et 2.4 20v essence ainsi que le 2.4 Turbodiesel, tous trois dotés de 5 cylindres.
Afin d'offrir un bon niveau de sécurité active et passive, la Kappa dispose de deux airbags (passager en option sur finition LE des premiers millésimes), de l’ABS, des 4 vitres électriques et de ceintures avec prétensionneurs en série sur toutes les versions. De plus elle reçoit le système FPS (Fire Prevention System).

## La Lancia Kappa2esérie
Lors du Salon International de l'Automobile de Turin 1998, Lancia présente la seconde série de la Kappa. Outre de très discrètes retouches de carrosserie et de nouvelles jantes, la nouveauté la plus importante concerne de nouvelles motorisations : le 2.0 Turbo 20v de 220 ch et le 2.4 JTD à injection directe, dotée du nouveau système common rail, un brevet Fiat Magneti-Marelli, inauguré sur l'Alfa Romeo 156. Une consommation réduite et une grande souplesse d'utilisation sont les caractéristiques reconnues de ce nouveau diesel 2.4 JTD.
Intérieurement, le tableau de bord et les panneaux de portes deviennent unis et le volant change de dessin pour être plus moderne.
Les finitions changent : la finition LX (la plus haut de gamme) est reconduite, mais la LE devient LS et l'ancienne LS devient LS pack. À noter que la 2.0 Turbo possède une finition spécifique.
Apparaissent les 4 airbags et la radio CD, de série dès le LS pack. De plus, le Cruise Control, les phares au xénon à orientation automatique et le navigateur par satellite GPS sont proposés en option.

## La Lancia Kappa Station Wagon

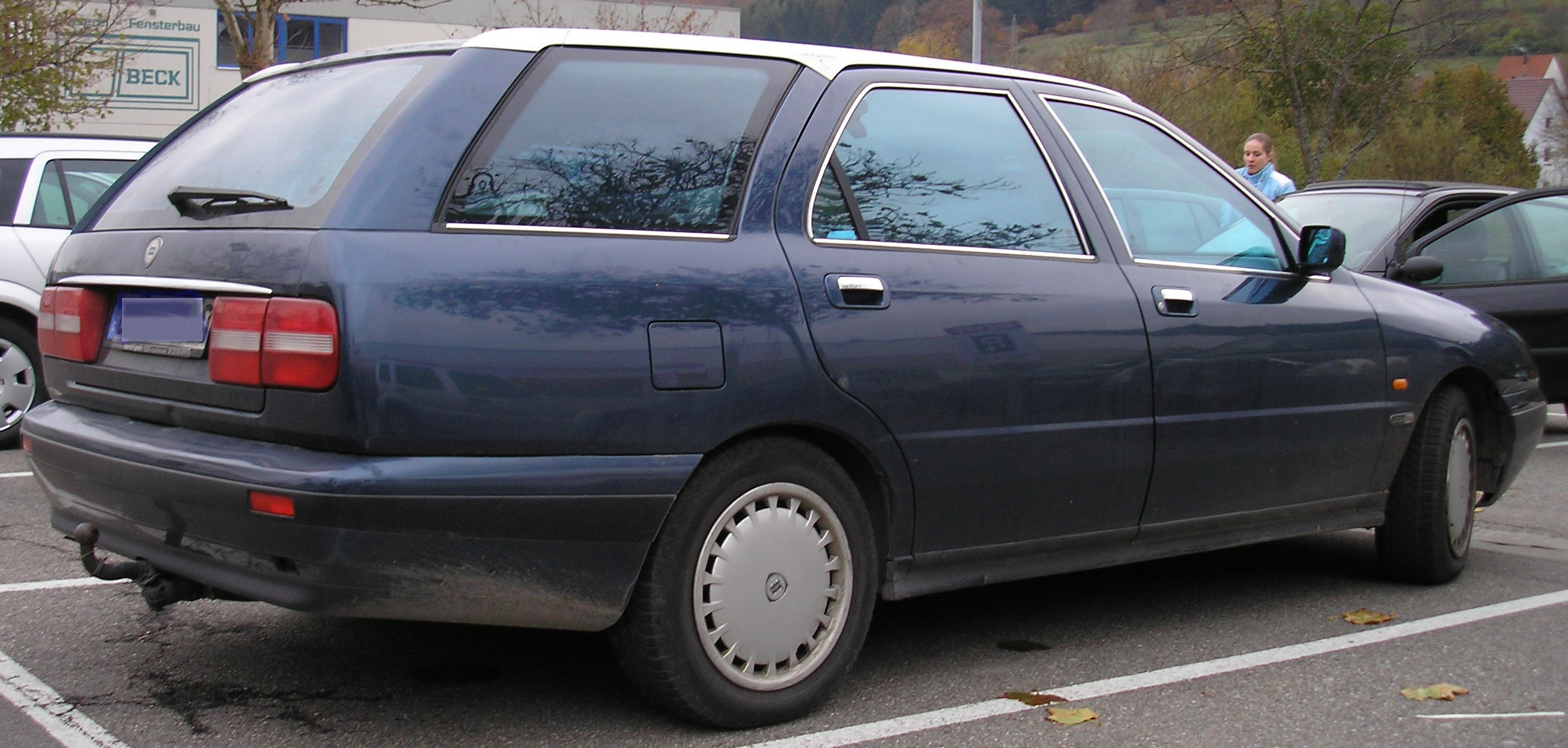
Kappa Station Wagon

Comme la Thema SW, la Kappa SW porte la griffe Pininfarina, qui fut directement chargé de la fabrication du véhicule dans ses propres ateliers. Pininfarina possède, outre son centre de style réputé, une véritable usine de construction et d'assemblage capable de fabriquer plus de 50 000 véhicules par an.
En plus de l'original caisson de basse intégré dans la garniture du hayon, le coffre possède un double fond : un "premier étage" en moquette pour les objets délicat, et un second, en plastique, pour les objets salissants.

## La Lancia Kappa Coupé

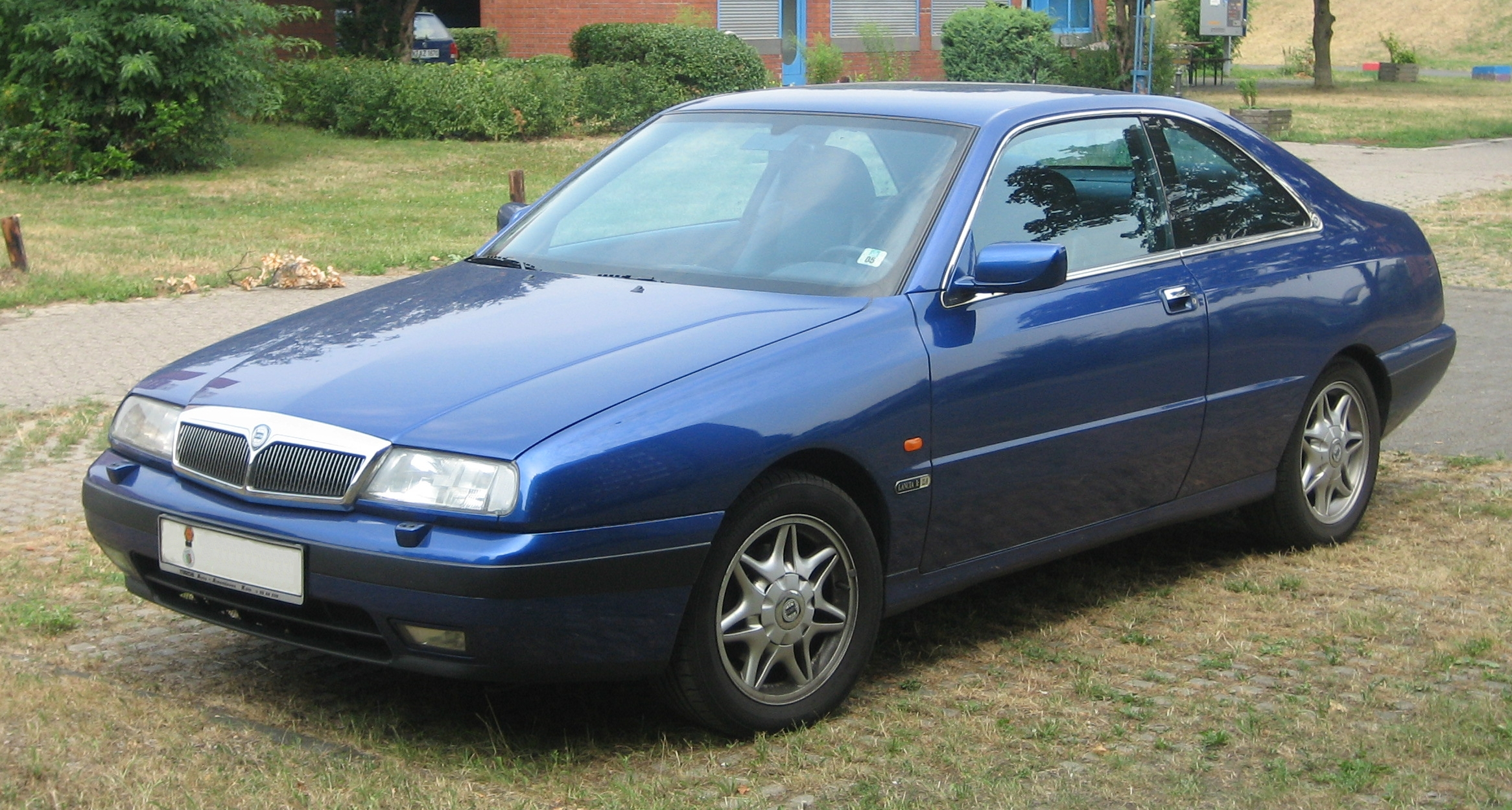
Kappa Coupé

La Lancia Kappa Coupé est présentée au Salon de Turin 1996 et sa fabrication débute au mois d'avril 1997. Sa carrosserie ne fut pas exempte de critiques lors de son lancement, l'ensemble étant jugé quelque peu pataud et la partie arrière plutôt baroque. Par mesure d'économie, le coupé Kappa reprend les pare-chocs avant et arrière de la Berline.
Équipée des mêmes motorisations que la berline (diesel et 2 litres atmo exceptés), elle se montre toutefois performante. Elle partage le même niveau qualitatif de finition que la berline mais sa ligne ne fait pas l'unanimité et elle sera première de la famille Kappa à quitter la scène.

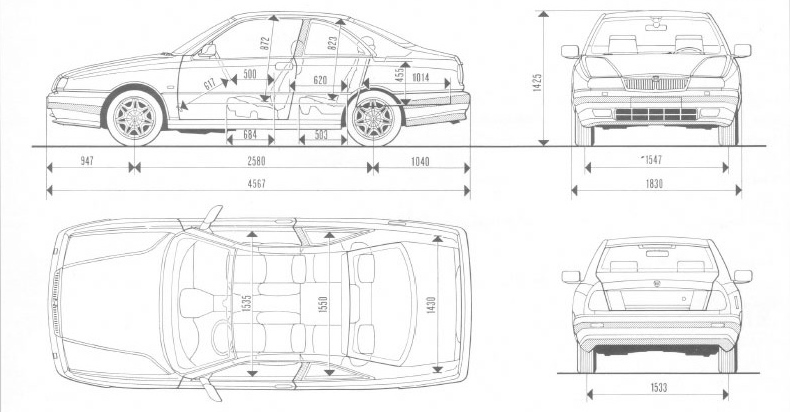
Les dimensions de la carrosserie de la Lancia Kappa Coupé

Il n’y aura eu que 3 620 coupés Kappa produits.

## Les motorisations de la Lancia Kappa
| Moteur                | Code moteur | Cylindrée | Arrangement          | Puissance | Couple  | Vmax     | Disponibilité |
| Essence               | Essence     | Essence   | Essence              | Essence   | Essence | Essence  | Essence       |
| --------------------- | ----------- | --------- | -------------------- | --------- | ------- | -------- | ------------- |
| 2.0 20v               | 838A1.000   | 1 998 cm3 | 5 cylindres en ligne | 145 ch    | 185 N m | 205 km/h | 1994 - 1996   |
| 2.0 20v V.I.S.        | 838A6.000   | 1 998 cm3 | 5 cylindres en ligne | 155 ch    | 185 N m | 212 km/h | 1996 - 2001   |
| 2.4 20v V.I.S.        | 838A2.000   | 2 446 cm3 | 5 cylindres en ligne | 175 ch    | 230 N m | 218 km/h | 1994 - 1998   |
| 2.4 20v V.I.S.        | 838B2.000   | 2 446 cm3 | 5 cylindres en ligne | 175 ch    | 230 N m | 218 km/h | 1998 - 2001   |
| 3.0 V6 24v            | 838B.000    | 2 959 cm3 | 6 cylindres en " V " | 204 ch    | 270 N m | 225 km/h | 1994 - 2001   |
| 2.0 16v Turbo ( T16 ) | 838A4.000   | 1 995 cm3 | 4 cylindres en ligne | 205 ch    | 298 N m | 235 km/h | 1994 - 1997   |
| 2.0 20v Turbo ( T20 ) | 175A3.000   | 1 998 cm3 | 5 cylindres en ligne | 220 ch    | 310 N m | 243 km/h | 1998 - 2001   |
| Diesel                |             |           |                      |           |         |          |               |
| 2.4 TDS               | 838A3.000   | 2 387 cm3 | 5 cylindres en ligne | 124 ch    | 246 N m | 195 km/h | 1994 - 1996   |
| 2.4 TDS               | 838A7.000   | 2 387 cm3 | 5 cylindres en ligne | 124 ch    | 265 N m | 195 km/h | 1996 - 1998   |
| 2.4 JTD               | 838A8.000   | 2 387 cm3 | 5 cylindres en ligne | 136 ch    | 304 N m | 202 km/h | 1998 - 2001   |

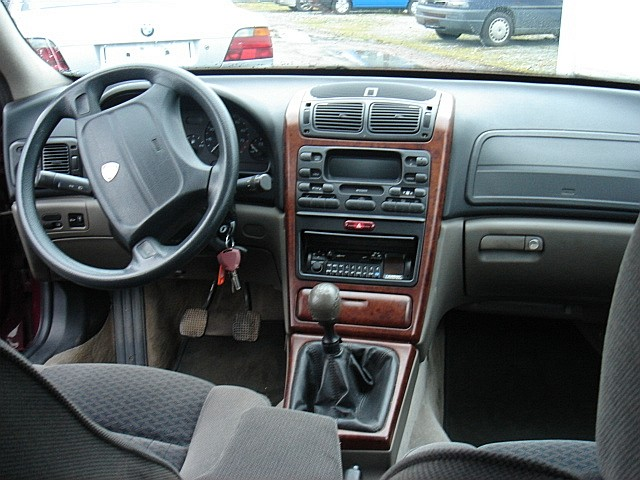
La planche de bord

Ce sont au total 117 216 exemplaires de la Lancia Kappa, toutes versions confondues, qui seront fabriqués dans les usines du groupe Fiat Auto.